# Mira quién baila
Mira quién baila (Pronuncia spagnola: [miɾa kjem bajla]; inglese: Look Who's Dancing), noto anche come MQB, è un reality show trasmesso su Univision y Las Estrellas negli Stati Uniti, versione in lingua spagnola del format britannico Strictly Come Dancing. Lo spettacolo coinvolge celebrità (inclusi cantanti, attori e altri) in coppia con ballerini professionisti. Ogni coppia esegue balli e compete per le critiche dei giudici e il voto del pubblico. Ogni celebrità compete per un totale di 50000 $ destinati per un'associazione benefica di sua scelta. La quinta stagione è stata annunciata il 12 maggio 2017 e ha debuttato il 17 settembre 2017.

## Giudici, presentatori
|                        | Stagione        | Stagione        | Stagione        | Stagione        | Stagione         |  |
| 1 (2010)               | 2 (2011)        | 3 (2012)        | 4 (2013)        | 5 (2017)        |                  |  |
| ---------------------- | --------------- | --------------- | --------------- | --------------- | ---------------- |  |
| Javier Poza            | Presentatore    | Presentatore    | Presentatore    | Presentatore    | Presentatore     |  |
| Chiquinquirá Delgado   | Co-presentatore | Co-presentatore | Co-presentatore | Co-presentatore | Co-presentatore  |  |
| Horacio Villalobos     | Capo Giudice    | Capo Giudice    | Capo Giudice    | Capo Giudice    |                  |  |
| Bianca Marroquín       | Giudice         | Giudice         | Giudice         | Giudice         |                  |  |
| Lili Estefan           | Giudice         | Giudice         | Giudice         |                 |                  |  |
| Alejandra Guzmán       | Giudice         |                 |                 |                 |                  |  |
| Javier "Poty" Castillo | Coreografo      | Coreografo      |                 |                 | Capo giudice     |  |
| Ninel Conde            |                 |                 |                 | Giudice         |                  |  |
| Anibal Marrero         |                 |                 |                 | Coreografo      |                  |  |
| Johnny Lozada          |                 |                 |                 |                 | Giudice          |  |
| Roselyn Sánchez        |                 |                 |                 |                 | Giudice          |  |
| Rodrigo Basurto        |                 |                 |                 |                 | Coreografo       |  |
| Jomari Goyso           |                 |                 |                 |                 | Giudice digitale |  |

## Concorrenti
| Stagione | Prima             | Finale           | Vincitore                    | Secondo posto                 | Terzo posto                 | Altri concorrenti in ordine di eliminazione                                                                                                  | Numero di concorrenti |
| -------- | ----------------- | ---------------- | ---------------------------- | ----------------------------- | --------------------------- | --- | --------------------- |
| 1        | 12 settembre 2010 | 21 novembre 2010 | Vadhir Derbez Messico        | Jackie Guerrido Porto Rico    | Rogelio Martínez Messico    | Héctor Camacho · Rosa Gloria Chagoyán · Niurka Marcos (Ritirata) · Marcelo Buquet · Jon Secada (Ritirato) · Scarlet Ortiz · Diana Reyes      | 11                    |
| 2        | 11 settembre 2011 | 20 novembre 2011 | Adamari López Porto Rico     | Priscila Angel Messico        | Erik Estrada Stati Uniti    | Stephanie Salas · Géraldine Bazán · Blue Demon Jr · Alejandro Chabán · Christian Suarez · Jose Manuel Figueroa · Elizabeth Gutiérrez         | 11                    |
| 3        | 9 settembre 2012  | 18 novembre 2012 | Henry Santos Rep. Dominicana | Fernando Arau Messico         | Alicia Machado Venezuela    | Valentina · Samy · María Antonieta de las Nieves · Maxi Iglesias · Maripily Rivera · Argelia Atilano · Bobby Pulido                          | 11                    |
| 4        | 15 settembre 2013 | 14 novembre 2013 | Johnny Lozada Porto Rico     | Pedro Moreno Cuba             | Marjorie De Sousa Venezuela | El Dasa (Ritirato) · Graciela Beltrán · Yolandita Monge (Ritirata) · María Elisa Camargo · Malillany Marín · Manny Manuel · Mane de la Parra | 11                    |
| 5        | 17 settembre 2017 | 19 novembre 2017 | Dayanara Torres Porto Rico   | Ana Patricia Gonzalez Messico | Danell Leyva Cuba           | Marlene Favela · Franco Noriega · Pablo Montero · Victoria 'La Mala' · ChikyBomBom · Alejandro Nones · Ektor Rivera                          | 10                    |